# シロアジサシ

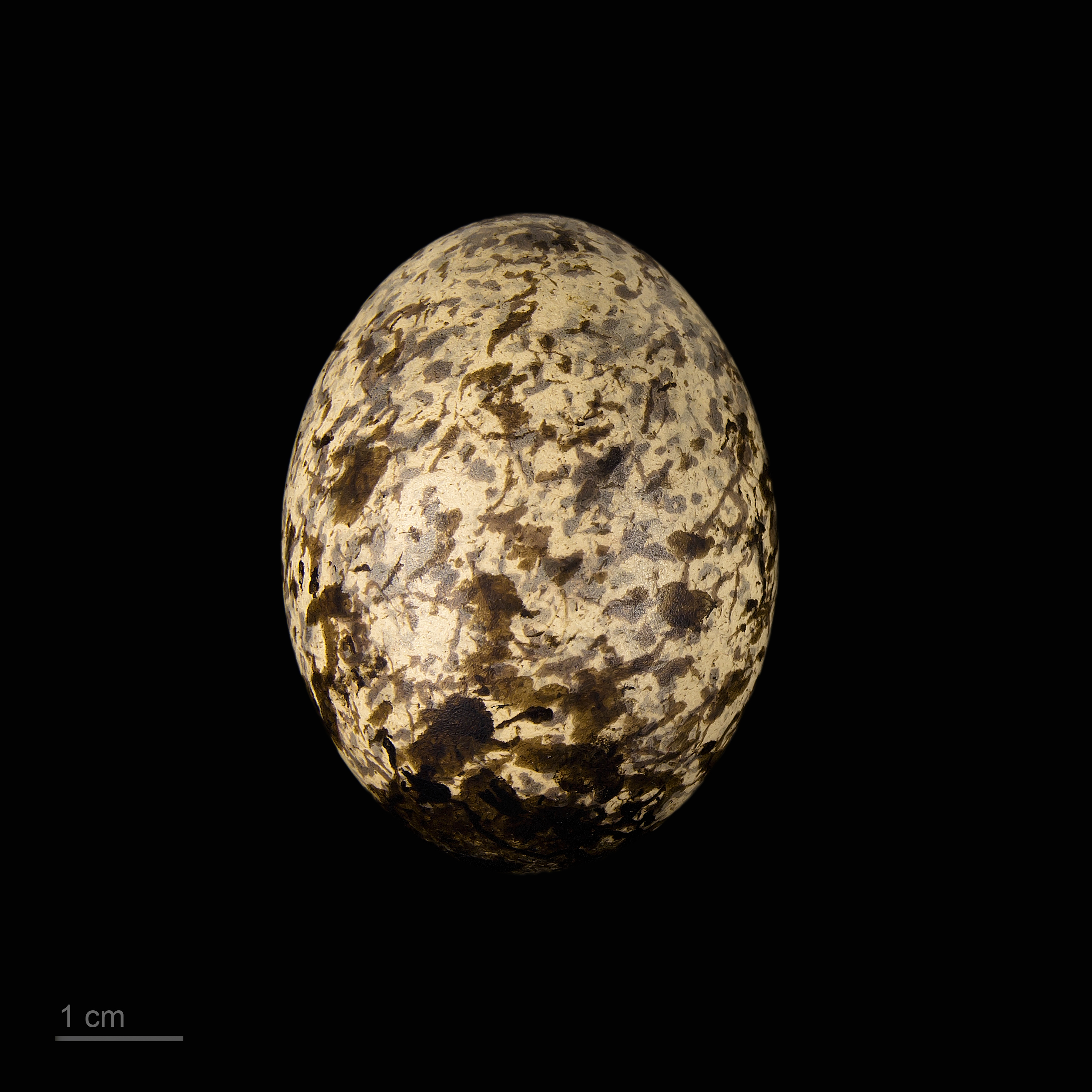
Gygis alba

シロアジサシ（白鯵刺、学名：Gygis alba）は、チドリ目カモメ科に分類される鳥類の一種である。

## 形態
体長約28cm。雌雄同色。成鳥は全身が白色だが、眼の先に小さな黒斑があり眼がより大きく見える。嘴は黒色で基部は青みがかっている。幼鳥は、後頭部や背中、翼に茶褐色の斑があり、耳羽には黒い斑がある。

## 分布
インド洋や太平洋、大西洋の熱帯、亜熱帯の島嶼で繁殖する。非繁殖期は、周辺の外洋に生息する。
日本へはごくまれに迷鳥として小笠原諸島や南西諸島に渡来する。北海道、本州でも台風で迷い込んだ個体の記録がある。南鳥島では古い繁殖記録がある。

## 生態
非繁殖期は、外洋上で生活するものが多い。
繁殖期は集団でコロニーを形成する。岩棚等の地上に産卵することもあるが、海岸近くの木の横枝に産卵することが多い。繁殖地では、よく樹上にとまっている姿が観察される。1腹1個の卵を産み、抱卵期間は30-32日である。抱卵は雌雄共同で行う。